# Zuidwest-Saksisch voetbalkampioenschap 1917/18
In 1917/18 werd het dertiende voetbalkampioenschap van Zuidwest-Saksen gespeeld, dat georganiseerd werd door de Midden-Duitse voetbalbond. SV Teutonia Chemnitz werd kampioen en plaatste zich zo voor de Midden-Duitse eindronde. De club versloeg KSG SC/Olympia Zwickau met 2:3 en verloor dan van KSG VfB 1903/Sachsen Dresden met 1:8.

## 1. Klasse
| Plaats | Club                      | Wed. | W | G | V | Saldo | Ptn.  |
| ------ | ------------------------- | ---- | - | - | - | ----- | ----- |
| 1.     | SV Teutonia 1901 Chemnitz | 7    | 6 | 1 | 0 | 21:05 | 13:01 |
| 2.     | FC Hohenzollern Chemnitz  | 7    | 5 | 0 | 2 | 03:06 | 10:04 |
| 3.     | SV Sturm Chemnitz         | 7    | 3 | 0 | 4 | 07:16 | 06:08 |
| 4.     | Chemnitzer BC             | 7    | 1 | 0 | 6 | 00    | 02:12 |
| 5.     | FC Hellas Chemnitz        | 4    | 0 | 1 | 3 | 03:07 | 01:07 |

- Nadat Chemnitzer BC enkele malen niet aantrad werden ze in januari uit de competitie gezet, resterende wedstrijden werden als nederlaag geteld.
- Hellas Chemnitz trok zich na de heenronde terug.

|  | Kampioen, geplaatst voor Midden-Duitse eindronde |